# Craig Leonard
Craig Leonard est un homme d'affaires et un homme politique canadien. Il représente la circonscription de Fredericton-Lincoln à l'Assemblée législative du Nouveau-Brunswick de l'élection générale du 27 septembre 2010 jusqu'à l'élection générale du 22 septembre 2014 où il a été défait par le chef du Parti vert du Nouveau-Brunswick David Coon dans la nouvelle circonscription de Fredericton-Sud.

## Biographie
Originaire de Fredericton, Leonard a fait ses études secondaires au Fredericton High School avant de compléter un baccalauréat en économie au Davidson College en Caroline du Nord. Depuis le milieu des années 1990, il est cadre supérieur de l'entreprise Leonard Corporation, une société spécialisée dans le transport, les matériaux de construction et la formation linguistique. Il s'affirme d'ailleurs comme un « ardent défenseur du français langue seconde » dans le réseau scolaire anglophone. Leonard est membre du comité consultatif ministériel sur cette question.
Il s'est impliqué dans plusieurs organisations locales, telles que Harvest Jazz and Blues Festival et l'organisation du gala des East Coast Music Awards, qui ont été organisés à Fredericton en 2008. Il est également un sportif accompli, ayant joué sur l'équipe de golf de son université dans le championnat NCAA et couru quatre marathons entre 2006 et 2010.
Il est assermenté le 12 octobre 2010 au poste de ministre de l'Énergie dans le gouvernement David Alward.